# Traité d'Amiens (1279)
Pour les articles homonymes, voir Traité d'Amiens.
Le traité d'Amiens fut signé le 23 mai 1279 dans cette ville de Picardie entre le roi de France, Philippe III le Hardi et le roi d'Angleterre, duc d'Aquitaine, Édouard Ier, pour régler un différend territorial.

## Contexte historique
Le traité de Paris de 1229 mettant fin au conflit entre le roi de France et le comte de Toulouse  prévoyait le mariage de la fille de ce dernier, Jeanne de Toulouse, avec le frère du roi de France, Alphonse de Poitiers. Dans le cas où ils n'auraient pas d'héritiers, leurs domaines devaient revenir à la Couronne de France. Parmi ces domaines, certains, comme l'Agenais et le Quercy, avaient été apportés en dot par Jeanne, sœur du roi d'Angleterre, Richard Cœur de Lion, lors de son mariage avec Raymond VI de Toulouse, en octobre 1196.
Le traité de Paris de 1259 signé entre Louis IX, roi de France et Henri III, roi d'Angleterre, avait prévu que, dans le cas où Jeanne de Toulouse n'aurait pas d'héritier, les domaines apportés par sa grand-mère retourneraient à la Couronne anglaise. Henri III avait élevé aussi des prétentions sur le Quercy et la Saintonge, mais qui avaient été laissées en suspens.
En août 1271, Jeanne de Toulouse et Alphonse de Poitiers moururent à quelques jours d'intervalle, sans héritier. Sitôt leurs morts connues, le roi de France, Philippe III le Hardi, se déclara possesseur de tous leurs domaines, y compris ceux qui devaient revenir à Henri III.

## Clauses principales
Après la mort d'Henri III, les négociations entre Philippe III et Édouard Ier furent longues avant de déboucher sur un accord.
- Par ce traité, le roi de France acceptait l'exécution des clauses du traité de Paris de 1259 qui avait mis fin au premier conflit entre Capétiens et Plantagenêt.
- Il cédait l'Agenais au roi d'Angleterre et renonçait à la Saintonge.
- Le cas du Quercy devait faire l'objet d'une enquête ultérieure.

## Conséquences
Les seigneurs de l'Agenais prêtèrent serment de fidélité au roi d'Angleterre le 9 avril 1279 dans l'église des Jacobins d'Agen.
En 1286, le Quercy revint finalement au roi de France, Philippe le Bel, en échange d'une rente annuelle versée au roi d'Angleterre.